# Martincourt, Oise

Martincourt este o comună în departamentul Oise, Franța. În 1 ianuarie 2022 avea o populație de 137 de locuitori.